# Murraya euchrestifolia
Murraya euchrestifolia là một loài thực vật có hoa trong họ Cửu lý hương. Loài này được Hayata mô tả khoa học đầu tiên năm 1916.